# Dorothea Rockburne
Dorothea Rockburne (Montreal, Canadá, 1934) es una pintora abstracta canadiense, conocida por sus dibujos de inspiración principalmente en las matemáticas y astronomía. Su trabajo es geométrico y abstracto, aparentemente sencillo pero muy preciso y  refleja los conceptos matemáticos que ella se esfuerza por concretar. Según sus palabras "Quise ver las ecuaciones que estudiaba, así que empecé a hacerlas en mi estudio," ha dicho. "Estaba resolviendo visualmente las ecuaciones." Influyó en su trabajo el Manierismo.

## Trayectoria
En 1950 se traslada a los Estados Unidos para asistir a la "Black Mountain College" donde estudió con el matemático Max Dehn, este la influyó en su trabajo. Además de estudiar con Dehn, estudió con Franz Kline, Philip Guston, John Jaula, y Merce Cunningham. También contactó con el entonces estudiante Robert Rauschenberg. En 1955, Rockburne vivió en la Ciudad de Nueva York donde conoció a muchos de los principales artistas y poetas de su tiempo. Fue influida por las danzas minimalistas de Yvonne Rainer y por el Teatro de Danza Judson.
Durante su carrera creó pinturas que expresaban conceptos matemáticos. En 1958, una de sus primeras exposiciones individuales con éxito por la crítica y financieramente sin embargo ella no consideró suficiente buenos los resultados por lo que dejó de exponer. Tardó más de una década en mostrar de nuevo su trabajo en una exposición dirigiendo por entonces su interés en la danza y las performances 1960. Rockburne participó en performances en el Judson Dance Theater y tomó clases en el American Ballet Theatter. Durante aquel tiempo tuvo que hacerse cargo de su hija, Christine, trabajando como camarera y fue también directora del estudio de su amigo Robert Rauschenberg. La Bykert Galería, en Nueva York, la cual también representaba a Chuck Close y Brice Marden, empezó a mostrar su trabajo en 1970. Las series de instalaciones de Rockburne tituladas "Set Theories" incluyó en sus trabajos como Intersección, para fusionar dos de sus otras piezas (Group and Disyunción) para ilustrar el concepto matemático de la intersección. Las series posteriores estaban dirigidas a su experimentación con nuevos materiales y conceptos como Gold Section y Carbon Paper. En 2011, una exposición retrospectiva de su trabajo se mostró en el Museo de Arte del Parrish en Molino de Agua, N.Y., y en el año 2013, el Museo de Arte Moderno MOMA le hizo una exposición individual de sus dibujos.
Rockburne es miembro de la American Academy of Arts and Letters, National Academy of Design y de The Century Association.

## Premios y honores
- 2009 National Academy Museum & School of Fine Arts, Lifetime Achievement Award
- 2003, 2007 Pollock-Krasner Foundation, Lee Krasner Award
- 2003 Art Omi International, Francis J. Greenberger Award
- 2002 National Academy of Design, Pike Award for Watercolor
- 2002 National Academy of Design, Adolph & Clara Abrig Prize for Watercolor
- 2002 Pollock-Krasner Foundation Grant
- 2001 American Academy of Arts and Letters, Department of Art
- 1999 American Academy of Arts and Letters, Jimmy Ernst Lifetime Achievement Award in Art
- 1997 Alliance for Young Artists and Writers, Inc., Award
- 1997 Artist in Residence, Bellagio Study Center, Italy
- 1991 Artist in Residence, American Academy in Rome
- 1991 Rome Prize
- 1986 Bard College, Annandale-on-Hudson, New York, Milton and Sally Avery Distinguished Professor 1985 Brandeis University, Creative Arts Award
- 1984 Skowhegan School of Painting and Sculpture, Visiting Artist
- 1976 The Art Institute of Chicago, F.L.M. Witkowsky Painting Award
- 1974 National Endowment for the Arts
- 1972 Guggenheim Fellow
- 1963 Walter Guttman Foundation
- 1957 Walter Guttman Emerging Artist Award
- 1950 Black Mountain College, Asheville, NC, Entrance Scholarship
- Ecole des Beaux-Arts, Montreal, Canadá, Merit Scholarship
- Montreal Museum School, Montreal, Canadá, Arthur Lismer Merit Scholarship
- 2009 Academia Nacional Escuela & de Museo de Bellas artes, Lifetime Premio de Consecución
- 2003, 2007 Pollock-Krasner Fundación, Lee Krasner Premio
- 2003 Arte Omi Internacional, Francis J. Greenberger Premio
- 2002 Academia Nacional de Diseño, Premio de Pica para Acuarela
- 2002 Academia Nacional de Diseño, Adolph & Clara Abrig Premio para Acuarela
- 2002 Pollock-Krasner Fundación Grant
- 2001 Academia americana de Artes y Letras, Departamento de Arte
- 1999 Academia americana de Artes y Letras, Jimmy Ernst Lifetime Premio de Consecución en Arte
- 1997 Alianza para Escritores y Artistas Jóvenes, Inc., Premio
- 1997 Artista en Residencia, Bellagio Centro de Estudio, Italia
- 1991 Artista en Residencia, Academia Americana en Roma
- 1991 Premio de Roma
- 1986 Universidad de Bardo, Annandale-encima-Hudson, Nueva York, Milton y Sally Avery Profesor Señalado
- 1985 Brandeis Universidad, Premio de Artes Creativas
- 1984 Skowhegan Escuela de Pintar y Escultura, Visitando Artista
- 1976 El Instituto de Arte de Chicago, F.L.M. Witkowsky Premio de pintura
- 1974 Dotación Nacional para las Artes
- 1972 Guggenheim Socio
- 1963 Walter Guttman Fundación
- 1957 Walter Guttman Emergiendo Premio de Artista
- 1950 Montaña Negra Universidad, Asheville, NC, Beca de Entrada
- Ecole des Pretendientes-Artes, Montreal, Canadá, Beca de Mérito
- Escuela de Museo del Montreal, Montreal, Canadá, Arthur Lismer Beca de Mérito

## Exposiciones

### Selección de exposiciones individuales
- 2014 Van Doren Waxter, New York, NY
- 2013 Museum of Modern Art, New York City, NY 2013 Jill Newhouse Gallery, New York, NY
- 2013 Icehouse Studio, Queens, New York, NY
- 2012 Craig F. Star Gallery, New York, NY
- 2012 Art Dealer's Association of America, The Park Avenue Armory, New York, NY
- 2011 Parrish Art Museum, Southampton, NY
- 2011 The Drawing Room, East Hampton, NY
- 2010 New York Studio School, New York, NY
- 2003 Dieu Donné Papermill, New York, NY
- 2003 Jan Abrams Fine Art, New York, NY
- 2000 Greenberg Van Doren Gallery, New York City, NY
- 1999 Art in General, New York City, NY
- 1997 Ingrid Raab Gallery, Berlin, Germany
- 1996 Portland Museum of Art, Portland, ME
- 1995 Guild Hall Museum, East Hampton, NY
- 1994 Andre Emmerich Gallery, New York, NY 1
- 992 Galleria Schema, Florence, Italy
- 1991 Andre Emmerich Gallery, New York, NY
- 1989 The Rose Art Museum, Waltham, MA
- 1988 Andre Emmerich Gallery, New York, NY
- 1987 Recent Paintings and Drawings - Arts Club of Chicago, Chicago, IL
- 1985 Xavier Fourcade, New York, NY
- 1983 Galleriet Lund, Lund, Sweden
- 1982 Recent Watercolors and Drawings - Margo Leavin Gallery, Los Angeles, CA
- 1981 Locus - MoMA - Museum of Modern Art, New York City, NY
- 1981 David Bellman Gallery, Toronto, Canadá 1979 Texas Gallery, Houston, TX
- 1977 Galleria La Polena, Genova, Italy
- 1976 John Weber Gallery, New York, NY
- 1975 Galleria Schema, Florence, Italy
- 1975 Galerie Charles Kriwin, Brussels, Belgium 1974 Galleria Toselli, Milan, Italy
- 1973 Lisson Gallery, London, England
- 1972 Galleria Bonomo Bari, Bari, Italy
- 1972 Galleria Toselli, Milan, Italy 1971 Sonnabend Gallery, Paris, France
- 1970 Bykert Gallery, New York, NY

### Selección de exposiciones colectivas
- 2014 Paul Kasmin Gallery, New York, NY
- 2014 Gagosian Gallery, Paris, France
- 2014 The Drawing Room, London, England
- 2013 Parrish Art Museum, Southampton, NY
- 2013 Bowdoin College Museum of Art, Brunswick, ME
- 2013 Yale University Art Gallery, New Haven, CT 2012 The Century Association, New York, NY
- 2012 Christie's 20th Floor Private Sale Galleries, New York, NY
- 2012 Brooklyn Museum, Brooklyn, NY 2011 The Art Institute of Chicago, Chicago, IL
- 2011 Gagosian Gallery, New York, NY
- 2010 Museum of Modern Art, New York, NY
- 2009 Virginia Museum of Fine Arts, Richmond, VA 2009 National Academy Museum, New York, NY 2008 Austin Museum of Art (AMOA), Austin, TX 2008 Museo de Arte Contemporánea de Serralves, Porto, Portugal
- 2007 Museum of Contemporary Art, Los Angeles, CA
- 2007 ARCO (Arte Contemporáneo), Madrid, Spain 2006 National Academy of Design, New York, NY 2004 Greenberg Van Doren Gallery
- 2003 Cleveland Museum of Art, Cleveland, OH 2002 Reina Sophia Museum, Madrid, Spain
- 2001 Armory Center for the Arts, Pasadena, CA 2000 Neuberger Museum of Art, Purchase, NY
- 1999 Contemporary Arts Museum, Houston, TX 1995 The Aldrich Museum of Contemporary Art, Ridgefield, CT
- 1994 National Gallery of Art, Washington D. C.
- 1993 Museum of Modern Art, New York, NY
- 1992 American Academy and Institute of Arts and Letters, New York, NY
- 1991 Centro Cultural/Arte Contemporánea, México D.F., México
- 1989 Museum of Modern Art, New York, NY
- 1988 Solomon R. Guggenheim Museum, New York, NY
- 1988 The Baltimore Museum of Art, Baltimore, MD 1987 Smithsonian Institution, Washington D. C. 1987 National Museum of Women in the Arts, Washington D. C.
- 1986 Philadelphia Museum of Art, Philadelphia, PA 1983 Galleriet, Lund, Sweden 1983 New Museum, New York, NY
- 1982 British Museum, London, England
- 1982 Whitney Museum of American Art, New York, NY
- 1981 Brooklyn Museum, Brooklyn, NY
- 1980 Venice Biennale, Venice, Italy
- 1979 Whitney Museum of American Art, New York, NY
- 1979 Phoenix Art Museum, Phoenix, AZ
- 1977 Museum of Contemporary Art, Chicago, IL 1977 Museum of Modern Art, New York, NY
- 1977 National Collection of Fine Arts, Smithsonian Institution, Washington D. C.
- 1976 Baltimore Museum of Art, Baltimore, MD
- 1975 Corcoran Gallery of Art, Washington D. C.
- 1974 Institute of Contemporary Art, London, England
- 1973 Yale University Art Gallery, New Haven, CT 1973 San Francisco Museum of Art, San Francisco, CA
- 1973 Fogg Museum, Cambridge, MA
- 1972 Documenta 5, Kassel, Germany
- 1971 Whitney Museum of American Art, New York, NY
- 1970 Museum of Modern Art New York, NY
- 1952 Black Mountain College Gallery, Black Mountain, NC

## Lista de trabajos
- Escalar. 1971. Chipboard, aceite crudo, papel y uñas. Museo de Arte Moderno, Nueva York.
- Scalar. 1971. Chipboard, crude oil, paper and nails. Museum of Modern Art, New York.
- Locus. 1972. Series of six relief etching and aquatints on folded paper. Museum of Modern Art, New York.